# Concert per a violoncel (Lalo)
El Concert per a violoncel en re menor és una composició de 1877 d'Édouard Lalo.

## Contextualització
“I am of Alfred de Musset's opinion: Mon verre est petit, mais je bois dans mon verre”
Aquesta cita d'Édouard Lalo que escriu a una carta al seu company crític musical Arthur Pougin l'any 1873 i denota la seva humilitat i modèstia a l'hora de compondre, ja que no tenia grans ambicions sinó que es movia dins el que sabia fer.
El concert per a violoncel en Re menor d'Édouard Lalo no és una de les obres més conegudes, i sovint només es fa referència al l'Intermezzo, el seu segon moviment. Tot i així és un concert bastant important, ja que en l'època que va ser escrit va suposar una aportació molt necessària pel que fa a repertori on el violoncel fos un instrument solista i es tractés com a tal. A mitjans del segle XIX, només Saint-Saëns i Schumann havien fet concerts on el violoncel fos el protagonista, i no va ser fins més tard que altres compositors com per exemple Dvořák va optar per ressaltar el paper del violoncel i posar-lo en primer pla. Sense buscar-ho, Lalo es va convertir en un dels referents pels compositors de generacions posteriors. De fet, Dvořák es va inspirar molt en Lalo per compondre el seu concert per a violoncel en si menor l'any 1889. A més, Lalo, es lamenta de la visió de solista que tenien autors com Brahms, que va escriure el Concert per a piano en re menor (1859).
A partir d'aquest concert per a violoncel se'n van escriure molts altres, amb la mateixa visió de Lalo dels solistes, heus aquí la seva importància. Lalo no només va ser “innovador” en aquest sentit d'escriure obres pensades perquè el violoncel virtuós es lluís, sinó que a més, va ser un autor de gran importància per la música de cambra a França, ja que arran de treballar amb el seu quartet Armingaud, va compondre molta música de cambra, la qual cosa era força escassa a la Gàl·lia i va prendre com a referent a Beethoven.
Lalo pertanyia a la segona generació de músics del Romanticisme francès juntament amb César Franck i Ernest Reyer i, per tant, va poder aprendre i absorbir moltes de les tècniques que els seus antecessors nascuts a principis de segle. Aquesta segona generació era més nacionalista, però Lalo, en lloc d'exaltar la pàtria francesa, que estava vivint moltes revolucions i canvis, va preferir centrar-se en Espanya. Cal dir que ell admirava autors com Mendelssohn, Schumann, Borodín o Smetana i que no era gaire afí a la gent i els compositors del seu propi país.
Segurament aquest va ser un dels motius que el van portar a fer obres com la Simfonia espanyola o el concert per a violoncel en re menor, obres amb sonoritat Ibèrica. Ell tenia una gran relació amb espanyols com el gran violinista Pablo Sarasate (1844-1908), que va estrenar el seu concert per a violí en sol major i la Simfonia espanyola als anys 1873 i 1874 respectivament. Tot i així, el coneixement que tenia d'Espanya no era directe, ja que no la va visitar mai. Malgrat que hi ha molta controvèrsia sobre si tenia ascendents espanyols o no, moltes fonts fiables es contradiuen, ell provenia d'una família espanyola que va marxar a Flandes i que posteriorment es va tornar a ajuntar amb sang ibèrica. De fet, el cognom de la mare era Wacquez, que recorda al cognom castellà Vázquez.

### Context espacial
Edouard Lalo va néixer a Lilla l'any 1823 i va morir a París l'any 1892. Lilla, situada a la frontera del nord de França també era coneguda com la capital de Flandes. Poc abans del seu naixement, la ciutat havia estat bombardejada (l'any 1792), després de la revolució francesa del 1789, i encara patia els efectes d'aquest ambient que caracteritza tot el segle xix a França, la inestabilitat. Durant tot el segle xix i vida de Lalo, França va patir molts canvis, sobretot polítics. Per exemple, la derrota de Napoleó I el 1815, la segona revolució popular francesa el 1830, la tercera revolució popular al 1848, la instauració de la Segona República, el cop d'estat de Napoleó III al 1852 i la Tercera República Francesa, que va durar fins a l'esclat de la segona Guerra Mundial.
Pel que fa a l'economia francesa, als voltants de la data en què es va compondre el concert per a violoncel en re menor de Lalo (1877), el 1869, va començar una certa bonança econòmica degut al tractat lliurecanvista que es firma amb Anglaterra per fomentar el comerç internacional. Tot i així, França patia una etapa força decadent des de feia temps, en el que la classe social predominant era la pobre. Lalo, però, era de família benestant i tot i va gaudir d'una vida molt bohèmia.
Finalment, pel que fa al context espacial, cal dir que aquesta obra es va estrenar al teatre “Cirque d'Hiver”, a París l'any 1877 i va tenir molt èxit. Aquest teatre havia estat inaugurat per Napoleó III l'any 1852 i era conegut com el “Cirque Napoléon” fins a l'any 1870 que li van canviar el nom.

### Context temporal
Aquesta obra la va compondre durant el 1876 i la va estrenar el 9 de desembre de 1877, als seus 54 anys. Poc abans havia compost la simfonia espanyola (1874) i el concert per a violí en Sol Major (1873), obres on es comença a veure el nacionalisme que començava a sorgir a tots els països europeus en aquella època. Arran d'aquestes obres Lalo va ressorgir de les ombres que l'havien amagat durant tota la seva vida, van ser les primeres que van començar a tenir èxit i gràcies a això va començar a tenir renom i es va guanyar un lloc important en el món musical. Es diu que fins que Lalo no va tenir uns 50 anys no va començar a prendre's seriosament a si mateix com a compositor i, per tant, tampoc se'l prenien els altres.
De fet, gràcies al seu matrimoni l'any 1865 (amb 42 anys) va recuperar la confiança en si mateix que havia perdut i va tornar a escriure.
Havia estat molts anys sense compondre abans dels èxits d'aquestes tres obres i s'havia centrat en la seva vessant interpretativa amb el quartet Armingaud on tocava la viola. Ell havia estudiat violoncel i violí amb Müller Bauman i Habeneck respectivament i se'l considerava un virtuós d'ambdós instruments, però amb aquest quartet tocava la viola (a la imatge a dalt i a l'esquerra). Va compartir amb els membres d'aquest quartet 13 anys de la seva vida aproximadament en els que va intentar donar a conèixer les obres d'autors alemanys com Beethoven (va ser l'època anterior al casament de Lalo i a l'escriptura d'obres “series”).
La data d'estrena de l'obra, és coetània amb un altre fet històric molt important: un any després de l'estrena, el 1878 Thomas Edison va patentar el fonògraf i el micròfon, i això representa l'inici de la música enregistrada i, per tant, l'agilització de la difusió musical arreu del món. Tot i així, els primers enregistraments de les obres de Lalo no es van fer fins molt més tard, a mitjans del segle XX.
El mateix any 1877, Lleó Tolstoi va escriure Anna Karènina (de fet ja havia escrit l'obra en petits fascicles en un fulletó a la revista Ruskii Véstnik, però no va ser fins llavors que es va publicar sencera). Aquesta obra és considerada per molts crítics una obra de transició formant un punt entre el realisme i el modernisme. Està també considerada com el punt àlgid del realisme. El realisme literari és una corrent estètica que trenca amb el romanticisme i ho podem situar a meitats del segle xix. Per tant, Tolstoi i Lalo tenen moltes coses en comú, ja que Lalo també formava part de la segona meitat del segle i la seva música no era ni del primer romanticisme beethovenià, ni del final, sinó que estava entre dues generacions molt definides. De la mateixa manera que Anna Karènina va ser la “primera novel·la seriosa” de Tolstoi, el concert per a violoncel en re menor de Lalo va ser una de les seves primeres obres series que el van fer saltar a la fama.
Als voltants de l'estrena d'aquest concert, el 25 de febrer de 1871, es va fundar a França la “Société Nationale de Musique” i el seu lema era Ars Gallica. Els fundadors eren Romain Bussine i Camille Saint-Saëns, però Lalo va formar-ne part des dels seus inicis juntament amb César Franck, Ernest Guiraud, Gabriel Fauré, Jules Massenet, Jules Garcin, Alexis de Castillon, Henri Duparc, Paul Lacombe, Théodore Dubois, o Paul Taffanel d'entre altres. El propòsit d'aquesta Societat era promoure la música francesa davant la tradició germànica i permetre que els joves compositors executessin els seus treballs en públic. De fet, Lalo va aprofitar per estrenar moltes de les seves obres allà i d'aquesta manera donar-les a conèixer (sobretot va estrenar peces vocals, cançons que cantava la seva dona, una contralt amb molt talent; fent servir lletres de poemes d'Alfred Musset, Lamartine o Théophile Gautier).

## Altres agents
Lalo va ser un personatge important que es va relacionar amb molts altres personatges d'importància musical d'arreu d'Europa.
Müller Baumann, per exemple, va ser el seu primer professor de violoncel i de composició a Lille. Baumann era un violoncel·lista ja molt gran que havia arribat a tocar a les orquestres que van estrenar la majoria de Simfonies de Beethoven i dirigides pel mateix Beethoven. Es diu que va tenir una gran influència en ell, no només tècnicament i musicalment, sinó també en la seva percepció del quina ha de ser la vida i el comportament d'un bon artista. Més tard, al Conservatori de París va tenir altres professors com Habeneck o Schulhoff. Habeneck, amb qui va començar les seves primeres classes de violí, era un violinista francès i director d'orquestra. Possiblement el seu gust per la música de Beethoven va influenciar molt a Lalo, qui posteriorment es va inspirar molt en ell i el seu tipus d'obres (sobretot en la música de cambra). D'altra banda, el virtuós pianista i compositor txec J. Schulhoff el va guiar en la composició per grans grups instrumentals.
Un altre gran violoncel·lista amb qui va tenir contacte va ser Franz von Fisher, qui li va estrenar aquest concert el 1877. Fisher era un violoncel·lista alemany (1849-1918) que era finançat econòmicament per Hans Richter. Va ser director de la famosa orquestra de Manheim i va treballar per Wagner i va dirigir moltes de les seves obres.
El Quartet Armingaud format per Lalo (viola), Armingaud (violí I), Jacquard (violoncel) i Mas (violí II) va ser de gran importància en la seva vida i el van mantenir “ocupat” mentre no componia. Amb dos d'ells va fundar una empresa de concerts, que va ser molt important pel que fa a la “instrucció” musical del públic francès a meitats del segle xix, als que només podien acudir un nombre limitat i privilegiat de persones. Gràcies a la seva associació va néixer la “Chamber Music Society” a París.
Gràcies a la seva labor com a compositor i intèrpret va conèixer a persones de renom de l'època, entre d'altres va conèixer a Berlioz, de qui va tocar moltes obres; Camille Saint-Saëns i a tots els que formaven part de la Société Nationale de Musique; Pablo Sarasate, virtuós del violí espanyol que va estrenar la seva Simfonia Espanyola i el seu concert per a violí.
Finalment, cal dir que també va estar en contacte amb molts crítics musicals de l'època. Lalo era molt cortès i sempre contestava les cartes crítiques i comentaris que rebia, en una d'elles, a Arthur Pougin escrita el 1873, el convida a formar part de la Société Nationale, ja que Lalo creu que Pougin era una de les poques persones que creien en el futur musical de la seva terra i del desenvolupament de l'art francès.

## Causes, usos i funcions
Lalo no va escriure aquesta obra per encàrrec ni se'n coneix cap motivació especial a part de la necessitat que ell sentia per fer una obra per a violoncel. Com ja s'ha dit, va ser de les seves primeres obres que van tenir èxit en el moment de la seva estrena, és a dir, no va haver d'esperar ni morir per tal que el públic reconegués l'obra. Tot i així, el concert per a violoncel sempre ha quedat a l'ombra de la Simfonia Espanyola. A l'època en què es va estrenar, alguns crítics apreciaven la seva originalitat i frescor, però d'altres el criticaven per ser massa simfonista i wagnerià.
Es poden trobar molts enregistraments d'aquesta obra, i a la majoria d'enregistraments sonors, aquest concert apareix juntament amb el concert de Saint-Saëns o d'obres de Fauré. Per exemple, hi ha bons enregistraments de André Navarra amb l'orquestra de París (1955), de Leonard Rose amb l'orquestra de Philadelphia (1967), de Rostropóvitx (1968), de Jaqueline Du Pré (1971) i d'autors més contemporanis com ara Sol Gabetta o Yo Yo Ma. Un dels violoncel·listes catalans més coneguts, Pau Casals, va interpretar aquest concert l'any 1899 al Palau de Vidre, davant de la reina Victòria a Osborne, i davant de Lamoureux a París. Va ser un dels concerts que li va permetre començar la seva carrera com a violoncel·lista a nivell internacional. Aquest concert va tenir molt bones crítiques, i en contra del que solia mostrar Casals als concerts, va semblar molt calmat i tranquil, com si tingués el total control d'aquest concert (tenia fama de posar-se molt nerviós i de tenir pànic escènic).
En l'actualitat, és una de les obres preferides pels estudiants de violoncel, i s'interpreta amb molta freqüència.
És un concert molt present a les sales de concert actuals, de fet, el 6 de novembre de 2012, Gerhardt va interpretar aquest concert amb la OBC a l'Auditori de Barcelona amb el violoncel de Lluís Claret. La crítica el va catalogar com un concert amb al·licients musicals d'atractiu inqüestionable i un referent per a
tots els violoncel·listes:
“[…] Un virtuosisme que permet al solista desplegar una infinitat de jocs d'artificis tècnics i un
lirisme deliciós que, concentrat en el segon moviment, encisa per la seva melodia elegant i plena de
dolçor. Gerhardt és un violoncel·lista excepcional, i més encara quan un cop acabat el concert, [...]
comunica al públic que el seu violoncel Matteo Gofriller ha tingut uns desperfectes i que ha ofert el
concert amb el violoncel de Lluís Claret, que el solista andorrà li ha cedit per a la interpretació.”

## Gravacions
- Paul Tortellier – The Great Emi Recordings, sello EMI Classics 
  - CD 7 - Lalo: Cello Concerto/Saint-Saëns: Cello Concerto no.1; Encores/Faure: Elegy in C minor/Boellmann: Symphonic Variations
- Jeansun Lee, cello / Columbia University Orchestra
- Yo-Yo Ma. Saint-Saëns, Lalo: Cello concertos. Géneros: Clásica, Música. Publicado: 1980 ℗ 1980 Sony Music Entertainment